# Cruising with Ruben & the Jets
Albums de Frank Zappa & The Mothers of Invention
Lumpy Gravy
(1968) Uncle Meat
(1969)
Cruising with Ruben & the Jets est le 4e album de Frank Zappa and The Mothers of Invention, publié en 1968.

## Liste des titres
1. Cheap Thrills (Zappa) - 2 min 39 s
2. Love of My Life (Collins, Zappa) - 3 min 08 s
3. How Could I Be Such a Fool? (Zappa) - 3 min 34 s
4. Deseri (Buff, Collins) - 2 min 08 s
5. I'm Not Satisfied (Zappa) - 4 min 08 s
6. Jelly Roll Gum Drop (Zappa) - 2 min 24 s
7. Anything (Collins) - 3 min 05 s
8. Later That Night (Zappa) - 3 min 00 s
9. You Didn't Try to Call Me (Zappa) - 3 min 57 s
10. Fountain of Love (Collins, Zappa) - 3 min 22 s
11. No. No. No. (Zappa) - 2 min 15 s
12. Any Way the Wind Blows (Zappa) - 3 min 01 s
13. Stuff Up the Cracks (Zappa) - 4 min 36 s

## Musiciens
- Frank Zappa - guitare, basse, piano, batterie, effets sonores, chant
- Jimmy Carl Black - guitare, percussion, batterie, guitare rythmique
- Ray Collins - chant
- Roy Estrada - guitare basse, effets sonores, chant
- Bunk Gardner - saxophone alto, saxophone ténor
- Don Preston - basse, piano, clavier
- Jim Sherwood - guitare, chant, vents
- Euclid James "Motorhead" Sherwood - saxophone baryton, tambourin
- Art Tripp - guitare, guitare rythmique
- Ian Underwood - piano, saxophone alto, saxophone ténor
- Arthur Barrow - basse sur la version CD (non crédité)
- Chad Wackerman - batterie sur la version CD (non crédité)
- Jay Anderson ? - contrebasse sur la version CD (non crédité)

## Production
- Production : Frank Zappa
- Ingénierie : Dick Kunc
- Travail artistique : Cal Schenkel
- Conception CD : Ferenc Dobronyi

## Classement
Album - Billboard (Amérique du nord)
| Année | Catégorie  | Position |
| ----- | ---------- | -------- |
| 1969  | Pop Albums | 110      |

## Réédition
En 1984 Zappa, cherchant à rééditer en compact disc les premiers albums de sa carrière (voir The Old Masters) et constatant l'état déplorable des bandes originales de l'album, recruta Arthur Barrow, Chad Wackerman ainsi qu'un contrebassiste (probablement Jay Anderson) pour ré-enregistrer les parties de basse et de batterie pour la version CD de l'album. L'album original a été réédité officiellement en format CD le 23 avril 2010, sous le titre Greasy Love Songs.